# بنتلي باكستر باهن
بنتلي باكستر باهن (بالألمانية: Bentley Baxter Bahn)‏ هو لاعب كرة قدم ألماني في مركز الوسط، ولد في 28 أغسطس 1992 في هامبورغ في ألمانيا. لعب مع شتوتغارت كيكرز ونادي سانت باولي.

## وصلات خارجية
- بنتلي باكستر باهن على موقع قاعدة بيانات كرة القدم.إي يو (الإنجليزية)
- بنتلي باكستر باهن على موقع Soccerway.com (الإنجليزية)
- بنتلي باكستر باهن على موقع عالم كرة القدم.نت (الإنجليزية)